# Paolo Scotto
Pour les articles homonymes, voir Scotto.
Œuvres principales
Frottole
Paolo Scotto est un compositeur italien de la Renaissance.

## Biographie
Paolo appartient à la famille Scotto (ou Scoto ou Scotti, lat. Scotus) qui compte des typographes et éditeurs d'ouvrages musicaux et religieux mais aussi de l'œuvre de Dante Alighieri réputés à Venise entre les XIVe et XVIIe siècles. Il est le fils de Bernardino, l'un des frères d'Ottaviano le Vieux, premier membre connu de la famille, et le frère de Girolamo et d'Ottaviano le Jeune. Sa date de naissance, au XVe siècle, n'est pas connue, la date de son décès est incertaine, avant 1529 pour Die Musik in Geschichte und Gegenwart et pour Jane Bernstein. Libraire et imprimeur lui-même, il est cependant davantage connu pour être un compositeur mais il n'édite pas sa propre musique. Il est l'ami des théoriciens Giovanni Spataro (it) et Pietro Aaron. Il meurt avant sa femme Faustina, mentionnée comme sa veuve dans un document de 1529, en léguant sa part de l'imprimerie à leur fils Francesco.

## Œuvre
Sept de ses compositions sont imprimées par Ottaviano Petrucci dans ses Laude et dans ses Frottole-Bücher. Dans certaines de ses frottole, la musique mais également le texte sont attribués à Paolo Scotto.
Non temer ch'io ti lassi est publiée dans le septième livre de frottole de Petrucci :
| Non temer ch'io ti lassi (attr. Paolo Scotto) Non temer ch'io ti lassi, Signora in sempiterno. Anche stara in eterno La mia fede. E se mai mi concede El ciel che dimostrarte Io possa in qualche parte El voler mio | Vedrai el moi desio Esser sol di servirte Ne so altro offerirte Che me stesso Che da longe ed apresso Sia ouunque mi voglia Non vo che mai si scoglia Date il core | Conserva pur l'amore Che sempre fu tra nui Ch'io sero quel ch'io fui Sempre tuo servo Ma forsi che proterno Son stato col moi dire Perho voglio partire Hor resta in pace. |

James Bowman (contreténor), Mary Remnant (pochette), Christopher Hogwood (clavecin), Oliver Brookes (viole) enregistrent O fallace speranza dans le quatrième disque « Italian Music Of The Medici Court:Three Carnival Songs Ca. 1505 » de l'album The Pleasures Of The Royal Courts de l'ensemble Early Music Consort of London dirigé par David Munrow en 1976.
O Tempo, O Ciel Volubil, attribué à Paolo Scotti, est enregistré en 1989 par Giuseppe Zambon (contreténor) et Massimo Lonardi (it) (luth) dans l'album Voice And Luti In Venice In The 16th Century.
En 1990, Marco Beasley adapte la frottola titrée Turlurù à la « basse de bergamasque » instrumentale. Le texte est proche de celui d'une chanson populaire homonyme citée par Teofilo Folengo dans la Maccheronea XXIII en 1552 : Tur lu cantemus, tur lu capra mozza sonemus. Il est écrit en Bergamasque, dialecte de la plaine du Pô. L'air est repris et adapté en 2004 par L'Arpeggiata et interprété notamment  par Lucilla Galeazzi, Gianluigi Trovesi et Christina Pluhar. 
| Bergamasque (attr. Paolo Scotto) Turlurù la capra è moza, Tu me pass no de bebé, Pò fa' quest Domedè, Che de mi not curi goza. M'avres pensat che un asnel sfus voltat ai me pregheri, et anchora i bis e i feri, ma tu à orechi d'un mastrel! T'ho amada za tant agn, E servida fidelmet, Ma comprendi chiaramet, Ch'o spis el tep e rot i pagn. Snot fasti cont di fat me, Che nol disivi al prim trat, Crit perzò che sia u' mat, E so' pur, ché so el ma fè. | Italien (attr. Paolo Scotto) Turlurù, non capisco più nulla; non mi farai passare per scemo, questo può farlo solo Dio, che di me non ha più bisogno. - Ti ho amata per tanti anni e fedelmente ti ho servita, ma comprendo con chiarezza che ho perso tempo e stracciato i miei panni. Hai fatto sempre i conti con i fatti miei anche se non lo ammettevi mai; perciò credi che sia io il matto... Credilo pure: io seguo il mio destino. | Français (attr. Paolo Scotto) Turlurù, la tête est vide. Tu ne me feras pas passer pour un idiot, ça, Dieu seul peut le faire, qui ne se soucie plus de moi. J’aurais pensé que même un âne se tournerait à mes prières, comme aussi les serpents ou les bêtes féroces... Mais tu as autant d’oreille qu’une bassine. Je t’ai aimée de si longues années durant et t’ai servie fidèlement, mais je comprends clairement que j’ai perdu mon temps et usé mes vêtements. Tu as toujours cherché ton compte avec mes affaires même si tu ne voulais pas l’admettre ; pour cela tu crois que le fou c’est moi... Crois-le, si tu veux : je vais suivre ma destinée. |